# Liste des lieux patrimoniaux du comté d'Oxford
Cet article recense les lieux patrimoniaux du comté d'Oxford inscrits au répertoire des lieux patrimoniaux du Canada, qu'ils soient de niveau provincial, fédéral ou municipal.

## Liste
| [ 1 ] | Lieu patrimonial                           | Illustration                               | Municipalité | Adresse                | Coordonnées      | No    | Constr. | Prot.                                            | Rec. | Notes |
| ----- | ------------------------------------------ | ------------------------------------------ | ------------ | ---------------------- | ---------------- | ----- | ------- | ------------------------------------------------ | ---- | ----- |
| M     | African Methodist Episcopal Cemetery       | African Methodist Episcopal Cemetery       | Norwich      | 0, Church Street       | 42.9809 -80.597  | 10775 |         | Municipal Heritage Designation (Part IV)         | 2006 |       |
| M     | Curries United Church                      | Curries United Church                      | Norwich      | 465003, Curries Road   | 43.0832 -80.6326 | 10925 | 1891    | Municipal Heritage Designation (Part IV)         | 1984 |       |
| M     | Knox Presbyterian Church (Norwich)         | Knox Presbyterian Church (Norwich)         | Norwich      | 67, Main Street W.     | 42.9869 -80.6017 | 11678 | 1879    | Municipal Heritage Designation (Part IV)         | 1992 |       |
| M     | Museum School                              | Téléverser                                 | Norwich      | 656, Main Street N.    | 43.0196 -80.6522 | 11828 | 1905    | Municipal Heritage Designation (Part IV)         | 1987 |       |
| M     | Norwich Gore United Church                 | Norwich Gore United Church                 | Norwich      | 813186, Base Line      | 42.9943 -80.5545 | 11848 | 1861    | Municipal Heritage Designation (Part IV)         | 2006 |       |
| M     | Norwich United Church and Manse            | Norwich United Church and Manse            | Norwich      | 80, Main Street W      | 42.9809 -80.597  | 11849 | 1875    | Municipal Heritage Designation (Part IV)         | 1985 |       |
| M     | Otter Creek Bridge                         | Otter Creek Bridge                         | Norwich      | 0, Middletown Line     | 42.8963 -80.6176 | 11865 |         | Municipal Heritage Designation (Part IV)         | 1987 |       |
| M     | Otterville Mill                            | Otterville Mill                            | Norwich      | 0, Mill St. W          | 42.925 -80.604   | 11864 | 1845    | Municipal Heritage Designation (Part IV)         | 1982 |       |
| M     | Otterville Park                            | Otterville Park                            | Norwich      |                        | 42.9272 -80.6036 | 11866 | 1891    | Municipal Heritage Designation (Part IV)         | 1990 |       |
| M     | Otterville Railway Station                 | Otterville Railway Station                 | Norwich      | 225422, Main Street W  | 42.9252 -80.6038 | 11867 |         | Municipal Heritage Designation (Part IV)         | 1990 |       |
| M     | Quaker Meeting House (Norwich Museum)      | Quaker Meeting House (Norwich Museum)      | Norwich      | 89, Stover Street N.   | 42.996 -80.5998  | 11893 | 1889    | Municipal Heritage Designation (Part IV)         | 1989 |       |
| M     | Quaker Street Burying Ground               | Quaker Street Burying Ground               | Norwich      | 8, Quaker Street       | 42.9822 -80.7326 | 11894 |         | Municipal Heritage Designation (Part IV)         | 2006 |       |
| M     | Woodlawn Place                             | Téléverser                                 | Norwich      | 225422, Main Street W. | 42.9252 -80.6038 | 9941  | 1861    | Municipal Heritage Designation (Part IV)         | 1977 |       |
| P     | Maison Annandale                           | Maison Annandale                           | Tillsonburg  | 30, Tillson Avenue     | 42.8623 -80.7227 | 18001 | 1883    | Servitude de la Fondation du patrimoine ontarien | 1992 |       |
| F     | Musée Tillsonburg/Maison Annandale         | Musée Tillsonburg/Maison Annandale         | Tillsonburg  | 30 Tillson Avenue      | 42.8623 -80.7227 | 4178  | 1882    | LHN                                              | 1997 |       |
| F     | Ancienne Gare Canadien National (VIA Rail) | Ancienne Gare Canadien National (VIA Rail) | Woodstock    | 94 Victoria Street S.  | 43.126 -80.753   | 4610  | 1885    | Heritage Railway Station                         | 1993 |       |
| F     | Ancien hôtel de ville de Woodstock         | Ancien hôtel de ville de Woodstock         | Woodstock    | 500 Dundas Street      | 43.1301 -80.757  | 4257  | 1853    | LHN                                              | 1955 |       |
| P     | Old St. Paul's Church (Anglican)           | Old St. Paul's Church (Anglican)           | Woodstock    | 723, Dundas Street     | 43.1319 -80.7469 | 10544 | 1834    | Ontario Heritage Foundation Easement             | 1986 |       |
| P     | Woodstock Town Hall                        | Woodstock Town Hall                        | Woodstock    | 466, Dundas Street     | 43.1295 -80.7575 | 8207  | 1853    | Ontario Heritage Foundation Easement             | 1999 |       |